# 6월 9일
6월 9일은 그레고리력으로 160번째(윤년일 경우 161번째) 날에 해당한다.

## 사건
- 68년 - 로마 황제 네로가 로마 원로원에 의해 황제 자리에서 쫓겨난 후 자살하다.
- 1421년 - 조선 세종 3년, 왜관(倭館)에서의 밀무역을 단속하다.
- 1433년 - 조선 세종 15년, 정초(鄭招)·박연(朴堧)·김진(金鎭) 등이 새로 만든 혼천의(渾天儀)를 올리다.
- 1481년 - 조선 성종 12년, 평안도 의주(義州) 지방에 성을 쌓고 관문(關門)을 두다.
- 1526년 - 조선 중종 21년, 평안도에 큰비가 내려 1,500결 토지의 곡식이 손상되다.
- 1573년 - 조선 선조 6년, 전라도 낙안(樂安) 땅의 금오도(金鰲島) 수토장(搜討將)이 왜선(倭船)과 만나 싸우다.
- 1592년 - 조선 제14대 왕 선조가 일본의 침략으로 개성으로 피난.
- 1638년 - 조선 인조 16년, 몽골에서 소를 구입하여 평안도에 나누어 주어 농사짓는 데 도움이 되게 했다.
- 1643년 - 조선 인조 21년, 한성부 및 경상도의 대구(大丘)·안동(安東)·김해(金海)·영덕(盈德)·울산부(蔚山府) 등과 전라도에서 지진이 있었고, 전라도 화순현(和順縣)·영광군(靈光郡)에서는 벼락이 쳤다.
- 1731년 - 조선 영조 7년, 전염병으로 경상도에 환자 1,915명과 사망자 325명, 충청도 환자 1,050명과 사망자 378명이 발생하다.
- 1788년 - 조선 정조 12년, 강릉의 엽치군(獵雉軍, 꿩 사냥꾼)을 공납의 폐단이 있다는 이유로 폐지하다.
- 1862년 - 미국 남북 전쟁:  스톤월 잭슨이 포트리퍼블릭 전투에서 승리하여 쉐넌도어계곡 전역을 성공적으로 마무리하다.
- 1863년 - 미국 남북 전쟁: 게티즈버그 전역: 미국 땅에서 벌어진 가장 큰 기병 전투인 버지니아주의 브랜디역 전투는 동부 전선에서 남부군 기병의 지배력을 종식시켰습니다.
- 1882년 - 조선 고종 19년, 임오군란이 일어나다.
- 1921년 - 대한민국 임시정부의 기관지 〈[[독립신문 (대한민국 임시정부)}독립신문]]〉을 발행하다.
- 1942년 - 체코슬로바키아의 리데체, 라인하르트 하이드리히의 암살에 대한 보복으로 파괴되다. 이 마을은 전후에 다시 재건되었다.
- 1946년 - 태국의 아난타 마히돈(라마 8세)의 승하로 동생인 푸미폰 아둔야뎃(라마 9세)이 국왕으로 즉위하다.
- 1967년 - 대한민국에서 6월 8일에 치러진 제7대 국회의원 선거에서 경기도 화성지구 개표 종사원이 야당 신민당 유효표에 인주 묻혀 2천여 표 무효화하는 등 전국적인 부정선거가 일어났고, 그에 대한 항의시위가 일어나다.
- 1983년 - 대한민국, 단식 농성을 벌이던 야당 정치인 김영삼은 위장질환 등 건강의 악화로 서울대학교 대학 병원에 입원, 단식농성을 21일 만에 종료하였다.
- 1987년 - 대한민국, 연세대학교 학생인 이한열이 시위 도중 경찰이 쏜 최루탄을 맞고 쓰러진다. 이 사건은 6월 민주 항쟁의 도화선이 되다.
- 1991년 - 필리핀 루손섬의 피나투보산이 화산 분화했다.
- 2005년 -
  - 대한민국 축구 국가대표팀이 쿠웨이트와의 2006년 독일 월드컵 아시아지역 최종예선 원정경기에서 박주영, 이동국, 정경호, 박지성의 골로 4-0으로 승리해 월드컵 본선 진출을 확정하였다.
- 2007년 - 대한민국 전 대통령 김대중, 한나라당의 ‘잃어버린 10년’ 표현에 대해 민주주의를 되찾은 10년이라고 반박하다.
- 2021년 - 대한민국 광주광역시 학동에서 철거 건물의 붕괴 사건이 발생하다.

## 문화
- 1402년 - 조선 태종 2년, 하륜이 근천정(覲天庭)·수명명(受明命) 등 악장(樂章)을 짓다.
- 1432년 - 조선 세종 14년, 집현전에서 《삼강행실(三綱行實)》을 편찬하다.
- 1699년 - 조선 숙종 25년, 《국조보감(國朝寶鑑)》과 《여지승람(輿地勝覽)》을 편찬케 하다.
- 1739년 - 조선 영조 15년, 동관왕묘(東關王廟)를 중수하고 관원을 보내어 치제(致祭)하다.
- 2005년 - 대한민국 경상북도의회가 독도의 달을 제정한다.
- 2006년
  - 제18회 FIFA 월드컵이 독일에서 개막하다.
  - 대한민국 해군이 손원일급 잠수함의 첫 번째 함선인 SS-72 손원일함을 진수하였다.
- 2007년 - 대한민국 프로 야구 삼성 라이온즈의 양준혁 선수가 한국 프로야구 사상 첫 2000안타를 달성하다.
- 2008년 - 대한민국 경기도 연천소방서 개청하다.
- 2010년 - 대한민국의 가수 인피니트 데뷔
- 2021년 - 대한민국 프로 농구 인천 전자랜드 엘리펀츠 프로농구단이 한국가스공사에 인수되었다.

## 탄생
- 1016년 - 고려의 제9대 국왕 덕종. (~1034년)
- 1640년 - 신성 로마 제국의 황제 레오폴트 1세. (~1705년)
- 1672년 - 러시아의 황제 표트르 1세. (~1725년)
- 1781년 - 영국의 발명가 조지 스티븐슨. (~1848년)
- 1810년 - 독일의 작곡가 오토 니콜라이. (~1849년)
- 1843년 - 오스트리아의 소설가 겸 급진적 평화주의자 베르타 폰 주트너. (~1914년)
- 1876년 - 대한민국 대통령 이승만의 첫 부인 박승선. (~1950년)
- 1896년 - 대한민국의 국어학자, 수필가 이희승. (~1989년)
- 1909년 - 중화인민공화국 약리학자 및 대학 교수 겸 정치인 저우진황. (~1999년)
- 1915년 - 미국의 기타리스트, 전자기타 제작자 레스 폴. (~2009년)
- 1917년 - 영국의 마르크스주의 역사가 에릭 홉스봄. (~2012년)
- 1920년 - 독일의 축구 선수 파울 메부스. (~1993년)
- 1922년 - 프랑스의 왕자, 레이싱카 운전사 부르봉파르마 왕자 자크. (~1964년)
- 1931년 - 대한민국의 정치인 정원영. (~2020년)
- 1933년 - 미국의 정치인 돈 영. (~2022년)
- 1937년 - 대한민국의 정치인 문희갑.
- 1944년 - 대한민국의 정치인 신동영. (~1999년)
- 1945년 - 대한민국의 기업인 김일권.
- 1951년 - 미국의 전 야구 선수 데이브 파커. (~2025년)
- 1954년 - 미국의 만화가 조지 페레스. (~2022년)
- 1956년 - 대한민국의 정치인 김은경.
- 1957년
  - 대한민국의 정치인 양준욱.
  - 대한민국의 로봇공학자 김홍석. (~2022년)
- 1958년 - 대한민국의 아나운서 변창립.
- 1961년
  - 캐나다-미국의 배우 마이클 J. 폭스.
  - 미국의 영화각본가 겸 영화감독 아론 소킨.
- 1963년
  - 대한민국의 언론인 박민.
  - 미국의 영화배우 조니 뎁.
  - 미국의 각본가, 영화 감독 데이비드 켑.
- 1964년
  - 미국의 기타리스트, 작곡가 닐 자자.
  - 대한민국의 법조인, 정치인 윤갑근.
  - 일본의 배우 야쿠시마루 히로코.
- 1967년
  - 대한민국의 희극인, 기업인 전철우.
  - 브라질의 축구 감독 세르지우 파리아스.
- 1968년 - 잉글랜드의 배우 에디 마산.
- 1969년 - 대한민국의 배우, 모델 백재진.
- 1971년 - 프랑스의 육상 선수 장 갈피온.
- 1972년
  - 대한민국의 방송인 김원희.
  - 일본의 성우 한바 토모에.
- 1973년
  - 대한민국의 가수, 작곡가 이탁.
  - 대한민국의 전 우슈 선수 박찬대.
  - 스페인의 모델 라우라 폰테.
- 1974년 - 대한민국의 전 야구 선수, 현 야구 코치 이대진.
- 1975년 - 대한민국의 성우 은미.
- 1976년
  - 대한민국의 가수 세미.
  - 슬로바키아의 사격 선수 에리크 바르가.
- 1978년
  - 독일의 축구 선수 미로슬라프 클로제.
  - 영국의 싱어송라이터 매슈 벨러미 (뮤즈).
- 1979년 - 일본의 영화배우 구니나카 료코.
- 1980년
  - 일본의 가수 사에구사 유카.
  - 일본의 성우 우에다 카나.
  - 대한민국의 배우 허동원.
  - 이란의 배우 나비드 아카반.
- 1981년
  - 미국의 배우 내털리 포트먼.
  - 대한민국의 가수 배인혁.
- 1982년
  - 대한민국의 아나운서 김주우.
  - 일본의 만화가 후지마키 다다토시.
- 1983년
  - 대한민국의 야구 선수 장원삼.
  - 대한민국의 수학자 허준이.
  - 대한민국의 야구 선수 이승재.
  - 대한민국의 축구 선수 김인호.
- 1984년
  - 네덜란드의 축구 선수 베슬러이 스네이더르.
  - 쿠바의 야구 선수 율리에스키 구리엘.
  - 미국의 배우 션 리차드.
- 1985년
  - 대한민국의 작곡가, 가수 이혁진.
  - 대한민국의 전직 축구 선수 배슬기.
  - 일본의 축구 선수 고이즈미 사토시.
  - 대한민국의 전 프로게이머 박소연.
- 1986년
  - 대한민국의 골프 선수 박성준.
  - 일본의 배우, 가수 SWAY.
- 1987년 - 대한민국의 배우 장세현.
- 1988년
  - 그리스의 축구 선수 소크라티스 파파스타토풀로스.
  - 대한민국의 요리연구가 정세미.
  - 미국의 성우 로런 랜다.
  - 미국의 야구 선수 조 켈리.
  - 아르메니아의 역도 선수 티그란 마르티로샨.
- 1989년 - 아일랜드의 싱어송라이터 클로이 애그뉴.
- 1990년 - 대한민국의 전 야구 선수 조승수.
- 1991년 - 중화인민공화국의 쇼트트랙 선수 저우양.
- 1992년 - 대한민국의 모델 김미소.
- 1993년
  - 대한민국의 가수 현성 (보이프렌드).
  - 대한민국의 가수 니브.
- 1994년
  - 대한민국의 가수 혜리 (걸스데이).
  - 대한민국의 가수 진예 (라붐, 유니티).
  - 대한민국의 가수 정윤지 (K타이거즈 제로).
  - 이탈리아의 펜싱 선수 가브리엘레 치미니.
- 1995년
  - 대한민국의 트로트 가수 김희재.
  - 대한민국의 축구 선수 민유경.
  - 대한민국의 군인 출신 인터넷 방송인 덱스.
- 1996년 - 대한민국의 가수, 래퍼 아우릴고트.
- 1997년 - 일본의 배우, 성우 오구라 유나.
- 1998년 - 대한민국의 가수, 래퍼 용용.
- 2000년 - 대한민국의 축구 선수 김정현.
- 2001년 - 대한민국의 배구 선수 육서영.
- 2003년 - 세르비아의 농구 선수 니콜라 요비치.

### 미상
- 대한민국의 가수 민설.

## 사망
- 68년 - 로마의 황제 네로. (37년~)
- 1361년 - 프랑스의 작곡가, 이론가 필리프 드 비트리. (1291년~)
- 1870년 - 영국의 소설가 찰스 디킨스. (1812년~)
- 1961년 - 북한의 연극배우 황철. (1912년~)
- 2011년 - 일본의 성우 카와카미 토모코. (1970년~)
- 2014년 - 대한민국의 서양화가 김흥수. (1919년~)
- 2015년 - 독일의 작곡가 제임스 라스트. (1929년~)
- 2017년 - 미국의 배우, 성우 애덤 웨스트. (1928년~)
- 2018년 - 대한민국의 변호사 최영도. (1938년~)
- 2020년 - 대한민국의 기업인 양덕준. (1951년~)
- 2021년
  - 체코의 영화배우 리부셰 샤프란코바. (1953년~)
  - 독일의 건축가 고트프리트 뵘. (1920년~)
  - 몰타의 심리학자 에두아르 드 보노. (1933년~)
- 2022년 - 캐나다의 영화배우 맷 짐머맨. (1934년~)
- 2023년
  - 대한민국의 한의사 안영기. (1936년~)
  - 프랑스의 사회학자 알랭 투렌. (1925년~)
- 2024년
  - 대한민국의 시인 김광림. (1929년~)
  - 미국의 컴퓨터 과학자 린 콘웨이. (1938년~)
- 2025년
  - 대한민국의 정치인 노태극. (1938년~)
  - 미국의 음악가 슬라이 스톤. (1943년~)
  - 영국의 소설가 프레더릭 포사이스. (1938년~)

## 기념일
- 세계 기록의 날(International Archives Day)
- 압둘라 2세 대관식 기념일: 요르단
- 자치의 날(Autonomy Day): 올란드 제도
- 라리오하 데이(La Rioja Day): 스페인 라리오하 지방
- 무르시아 데이(Murcia Day): 스페인 무르시아
- 국민영웅의 날(National Heroes' Day): 대한민국

## 같이 보기
- 전날: 6월 8일 다음날: 6월 10일 - 전달: 5월 9일 다음달: 7월 9일
- 음력: 6월 9일
- 모두 보기